# Nathaniel D. Wallace
Nathaniel Dick Wallace (* 27. Oktober 1845 in Columbia, Maury County, Tennessee; † 16. Juli 1894 bei Asheville, North Carolina) war ein US-amerikanischer Politiker. Zwischen 1886 und 1887 vertrat er den Bundesstaat Louisiana im US-Repräsentantenhaus.

## Werdegang
Nathaniel Wallace besuchte die öffentlichen Schulen seiner Heimat und studierte danach bis 1865 am Trinity College in Dublin (Irland). Nach seiner Rückkehr in die Vereinigten Staaten im Jahr 1867 arbeitete er in New Orleans im Kommissionsgeschäft. Zwei Mal war er Präsident der Börse von New Orleans (New Orleans Produce Exchange). Außerdem war er im Handwerk engagiert.
Politisch war Wallace Mitglied der Demokratischen Partei. Nach dem Tod des Abgeordneten Michael Hahn wurde er bei der fälligen Nachwahl für das zweite Abgeordnetenmandat von Louisiana als dessen Nachfolger in das US-Repräsentantenhaus in Washington, D.C. gewählt, wo er am 9. Dezember 1886 seinen Sitz einnahm. Bis zum 3. März 1887 beendete er die angebrochene Legislaturperiode seines Vorgängers im Kongress. Bei den regulären Kongresswahlen des Jahres 1886 kandidierte er nicht mehr.
Zwischen 1886 und seinem Tod im Jahr 1894 war Nathaniel Wallace Präsident der Firma Consumers Ice Co. in New Orleans. Er starb am 16. Juli 1894 in der Nähe von Asheville und wurde anschließend in New Orleans beigesetzt.